# Wody pozaklasowe
Wody pozaklasowe (NON), wody nie odpowiadające normom – określenie jakości wód (klasy czystości wód) względem możliwości użytkowania gospodarczego. Klasyfikacja wykorzystywana przez WIOŚ w monitoringu stanu czystości rzek.

## Klasyfikacja trójstopniowa do roku 2004
Zgodnie z Rozporządzeniem Ministra Ochrony Środowiska, Zasobów Naturalnych i Leśnictwa z dnia 5 listopada 1991 r. wyróżniało się trzy klasy czystości wód (cyfry rzymskie: I, II, III) i wody pozaklasowe (NON). Rozporządzenie to zostało uchylone 01.01.2005 roku, uaktualnieniem Prawa Wodnego.
Według powyższej klasyfikacji wody pozaklasowe nie nadają się do wykorzystania gospodarczego (zobacz: wody I klasy czystości, wody II klasy czystości, wody III klasy czystości).

## Klasyfikacja pięciostopniowa od roku 2005
Według rozporządzenia Ministra Ochrony Środowiska z dnia 11 lutego 2004 r. w sprawie klasyfikacji dla prezentowania stanu wód powierzchniowych i podziemnych, sposobu prowadzenia monitoringu oraz sposobu interpretacji wyników i prezentacji stanu tych wód nowa klasyfikacja wód obejmuje pięć klas czystości I, II, III, IV oraz V.
W klasyfikacji pięciostopniowej nie ma określenia „wody pozaklasowe”.